# Flickflack
Der Flickflack (terminologisch richtig: Handstützüberschlag rückwärts) ist ein Element im Gerätturnen, beim Voltigieren, beim Cheerleading, in der Sport-Akrobatik und im Zirkus. Der Flickflack wird entweder aus dem Stand oder nach einem Rondat ausgeführt.

## Technik

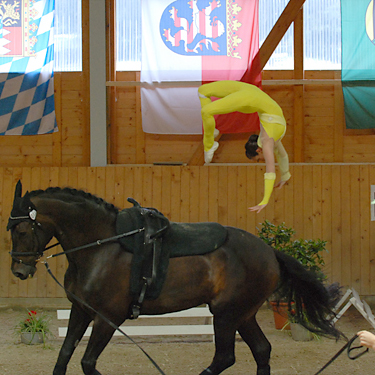
Flickflack beim Voltigieren (Simone Wiegele)

Aus dem Stand mit Schräghochhalten der Arme erfolgt die Rückverlagerung des Körpers mit gleichzeitigem Beugen der Kniegelenke (90°) und der Hüftgelenke. Der Absprung rückwärts erfolgt durch das Strecken der Knie- und Hüftgelenke mit maximaler Öffnung des Arm-Rumpf-Winkels, der Körper wird überstreckt. In der flach ausgeführten ersten Flugphase wird die Überstreckung des Körpers beibehalten, der Kopf ist in Nackenhalte. Es erfolgt der Stütz mit einwärts gedrehten Händen; der Rumpf ist überstreckt, der Arm-Rumpf-Winkel offen.
Nach Passieren des Körpers über der Stützstelle erfolgen das schnelle Beugen der Hüftgelenke und mit deren Abbremsung der Abdruck vom Boden. In der zweiten Flugphase erfolgen die Aufrichtung des Körpers und die Landung auf beiden Beinen.
Beim Bodenturnen dient der Flickflack vielfach als Verbindungselement zu Schwierigkeiten wie Salto, Doppelsalto, Dreifachsalto, Tsukahara, Schraubensalto und ähnlichen Elementen. Am Schwebebalken wird der Flickflack sowohl als eigenständiger Übungsteil als auch als Verbindung zu Salto-Elementen geturnt. Erika Zuchold war die erste Turnerin, die einen Flickflack am Schwebebalken zeigte. Auch am Sprung werden inzwischen Flickflacks geturnt.

## Namensverwendung
Der Flickflack war Namensgeber sowohl für André Hellers erfolgreiche Varietéshow „Flic Flac“ (1981/1982 auf Europatournee) als auch für den populären Circus Flic Flac. 1993 wurde ein Jahrmarktsfahrgeschäft der HUSS Maschinenfabrik GmbH & Co. KG in Flic Flac umbenannt.
Weiterhin wurde in den 1980er Jahren ein Spielgerät als Flickflack bezeichnet, bei dem zwei Spieler sich wechselseitig eine Art Plastik-Boje, die auf zwei von ihnen gehaltenen Schnüren aufgefädelt war, durch rasche Armbewegungen zuschossen.